# Método sociológico
El método sociológico es la aplicación de conceptos y técnicas de investigación para reunir datos y su tratamiento para sacar conclusiones sobre hechos sociales. Su validación última está dentro de la filosofía de la ciencia y de la filosofía del conocimiento y es sobre la cuestión racionalismo o empirismo. El primer planteamiento de sus reglas fue hecho por Durkheim (1895) y es básico considerar a los hechos sociales como cosas y basarse en los principios de la lógica.

## El método sociológico de Emile Durkheim
Las reglas del método sociológico, es una aproximación a dicha metodología, en la cual se estudiarían los fenómenos de la sociedad como 'hechos sociales'; es decir, de forma exterior, general, independientes de la voluntad, los cuales coaccionan y son como cosas. El método sociológico se opone a las metodologías individualistas, pues debe estar basado en la observación en oposición a los esquemas abstractos de la filosofía; también debe proveer explicaciones casuales y funcionales, estudiando fenómenos sociales, eludiendo las causas y explicaciones psicologistas.
El hecho social, que es el objeto de estudio de las Ciencias Sociales, debe de analizarse desde afuera, independientemente de sus manifestaciones concretas, en especial a través del método de la inducción, que tiene una tradición cartesiana; es decir, tiende a aislar al objeto de la realidad para estudiarlo a través de la razón. Para acatar estas reglas, Durkheim señala que primero hay que descartar todas las prenociones; esto es, todos los mitos, así como las ideas que surjan directamente de los sentidos sin antes haberlas sometido al escrutinio del raciocinio, o de la duda metódica.
En segunda instancia, el estudio sistemático del fenómeno debe tomar en cuenta solamente las propiedades que le son inherentes, y descartar las ideas del espíritu. Los fenómenos que deben tomarse en cuenta deberán previamente estar definidos por algunas características exteriores que les son comunes. La sensación debe ser tomada en cuenta por las Ciencias Sociales, pero es de naturaleza subjetiva; en este caso, el sociólogo debe tomar las precauciones del investigador de la física. Mientras más fijo es el objeto a estudiar, mayor será el grado de objetividad de dicho estudio. Debe aislar a los objetos sociales a estudiar de sus manifestaciones individuales, pues esto empañaría a todo el estudio.

## Las nuevas reglas del método sociológico de Anthony Giddens
Anthony Giddens escribe Las nuevas reglas del método sociológico (1976) para realizar un análisis de los teóricos sociales de la tradición macro-estructural, derivados de Emile Durkheim, y los sociólogos que partían de la figura del actor social, es decir, de la tradición de Max Weber o sociología interpretativa.

## Metodologías sociológicas
Aunque investigación no es lo mismo que método, sino que es más claro hablar de métodos de investigación en las ciencias sociales y más concretamente: Metodología en las ciencias sociales. Se comienza con recopilación de datos, para probar o refutar una hipótesis mediante su análisis. Este análisis suele comenzar como simple Estadística descriptiva y las predicciones sobre cómo será el comportamiento futuro de los hechos y finalmente como una política social hará su desarrollo adecuado. En un sentido estricto todo este proceso es método sociológico o método científico. Aproximadamente la mitad del esfuerzo del sociólogo se dedica a establecer sus teorías y sus críticas sobre los hechos sociales y la otra mitad, práctica, a construir un modelo hipotético y contrastarlo con trabajo de campo piloto, para finalmente establecer nuevas teorías, en un proceso circular recurrente. Aquí idealmente hay que descubrir leyes sobre los hechos y el proceso está completado.[cita requerida]
Es importante asegurarse de que la simulación en el trabajo de campo del hipotético modelo cumpla sus propias leyes, así como sucederá para los métodos de recopilación y análisis. Asimismo considerar a los hechos sociales como muy diferentes de los hechos físicos, cuestión no fácil, pues por definición se pidió considerarlos como cosas. Los hechos sociales pueden presentarse de forma caótica, además evolucionan con un auto proceso de aprendizaje, su lógica puede ser difusa, el observador puede distorsionar la realidad, están los procesos de retroalimentación, algunos hechos son irrepetibles, otros solo son propios de un hábitat o grupo social, está influenciado por las ideologías en cuanto a las relevancias, las prioridades sociales varían con la cultura, los hechos tienen diferentes perspectivas o escuelas sociológicas, otras ciencias son necesarias para completar los puntos de vista como la antropología cultural, y otras cuestiones más que modifican la misma realidad de forma no deseable y hacen la metodología de lo social ser con una propia identidad; lo cual explica que el método científico es el caso general para las ciencias y la filosofía, también para las ciencias sociales, pero dentro de éstas, por ejemplo la sociología no es totalmente completo y tienen sus específicas propiedades : sobre acciones humanas en el hábitat, que finalmente lo modifican, y el mismo medio interactúa pues aprende. Conserva los principios clásicos de reproducción y falsación y uno más: modelización o completitud o ampliación. En definitiva es el propio de las ciencias sociales. También se ha pretendido explicar la sociología o la ecología humana como solamente metodologías o primordialmente metodología, lo cual es fácilmente refutable, pues las dejaría sin contenido.[cita requerida]